# Gian Luigi Zucchi
Gian Luigi Zucchi (Tradate, 31 agosto 1900 – Monte Grappa, 14 gennaio 1918) è stato un militare italiano, volontario di guerra, insignito della medaglia d'oro al valor militare.

## Biografia
Gian Luigi Zucchi nasce a Tradate nel 1900 da un'agiata famiglia di industriali di Milano.
In seguito all'ingresso dell'Italia nella Prima Guerra Mondiale, il fratello maggiore Giuseppe è richiamato alle armi. Nell'estate del 1916 cade in combattimento nei pressi di Gorizia.
Nel 1917, il giovanissimo Gian Luigi, studente liceale, decide di arruolarsi come volontario nel Regio Esercito Italiano. Egli, infatti, ha appena raggiunto i diciassette anni, età minima per l'arruolamento volontario.
La sua domanda è accolta, ed è dunque assegnato agli Alpini, con il grado di soldato semplice.

### Prima Guerra Mondiale
Destinato all'8º Reggimento alpini, Zucchi è poi inquadrato nella 76ª compagnia del Battaglione “Cividale”.
Durante l'anno 1917, il battaglione “Cividale” rimane schierato nel settore di Busa Alta, nella Catena del Lagorai, nel Trentino orientale. Qui il reparto si trova anche nel mese di novembre, quando è colto dagli eventi seguenti allo scatenamento dell'offensiva austro-tedesca che determinerà il ripiegamento generale dell'esercito italiano. Nel corso della susseguente Battaglia di Caporetto, il reparto combatte accanitamente per il possesso del Monte Solarolo, sul massiccio del Monte Grappa.
Il reparto, decimato dalle perdite, è ritirato e inviato in zona di riposo. Tornato in linea ai primi di gennaio del 1918, il Battaglione "Cividale", nella notte sul 10 gennaio, si porta sul Monte Valderoa per attaccare i trinceramenti nemici posti sulla vetta.
Per eseguire il primo assalto, è scelta la 76ª compagnia, della quale fa parte anche Zucchi. Il piano prevede che il grosso della compagnia attaccante sia preceduto da piccoli nuclei di arditi. Il giovanissimo soldato Zucchi si offre volontariamente di essere tra questi.
Nel pomeriggio del 14 gennaio, dopo una lunga preparazione d'artiglieria, la 76ª compagnia, preceduta dai nuclei di arditi, irrompe, per la prima volta, nelle trincee austriache. Gli austro-ungarici, tuttavia, non cedono e, dopo un furibondo combattimento, costringono gli Alpini a ritirarsi.
Nell'eseguire l'ordine di ripiegamento, Zucchi si accorge che il suo ufficiale è stato catturato e, perciò, incitando i suoi commilitoni, decide di far ritorno verso le trincee nemiche. Qui giunto, dopo un violento corpo a corpo, rimane colpito a morte da una baionettata, mentre tenta di difendere il suo comandante.
Alla sua memoria viene conferita la Medaglia d’Oro al Valor Militare.

## Riconoscimenti
Alla memoria di Gian Luigi Zucchi sono stati tributati numerosi riconoscimenti. In particolare, Tradate, la sua città natale, gli ha dedicato:
- una via, attuale Via Gian Luigi Zucchi;
- un monumento commemorativo.
- una via a Varese